# Makebuko
Makebuko è un comune del Burundi situato nella Provincia di Gitega con 59.456 abitanti (censimento 2008).

## Geografia antropica

### Suddivisioni amministrative
Il comune è suddiviso in 29 colline.